# Приключения трупа
«Приключения трупа» (фр. Mortel Transfert, «Смертельное перемещение») — художественный фильм 2001 года, снятый французским режиссёром Жан-Жаком Бенексом.

## Создание
После холодного приёма его фильма «IP5: Остров толстокожих» Бенекс на несколько лет отошёл от художественного кино, занявшись документалистикой. Лишь в 2000 году он приступил к съёмкам новой картины по одноимённому роману Жана-Пьера Гаттеньо. На главную роль он пригласил Жана-Юга Англада, с которым работал в фильме «Тридцать семь и два по утрам»; музыку написал Рейнхардт Вагнер, выступивший в роли композитора в фильм «Розалина и львы» (Вагнер также сыграл эпизодическую роль спепого).
Фильм был снят за 14 недель и вышел во Франции 10 января 2001 года. Он был показан на нескольких кинофестивалях, в том числе Берлинском. Фильм получил сдержанный приём, главным образом отмечалось не очень удачное смешение жанров, прежде всего комедии и триллера.
Как и другие фильмы Бенекса, «Приключения трупа» отличает визуальное богатство. Если «Дива» это «синий» фильм, а «Луна в сточной канаве» это «зелёный» фильм, то в «Приключениях трупа» доминируют два цвета, циановый и ярко-красный (последний появляется на картинах в кабинете Злибовича, этот цвет имеют и носки Дюрана, на которые обращает внимание Ольга).

## Сюжет
Парижанин Мишель Дюран, психоаналитик средних лет, сам наблюдается у своего старшего коллеги и учителя, создателя психоаналитической школы Армана Злибовича. Среди клиентов Дюрана — молодая дама Ольга Кюблер, жена богача Макса Кюблера, связанного с криминальным миром. Лёжа на кушетке, она обычно рассказывает Дюрану о том, как муж избивает её, и ей это нравится, а также о развившейся у неё клептомании, которая также доставляет ей удовольствие, хотя она ни в чём и не нуждается. Параллельно Дюран знакомится с художницей Элен Майер, с которой у него завязывается роман.
Однажды зимой во время сеанса с Ольгой Дюран засыпает. В это время мужчина начинает избивать и душить Ольгу, и она умирает. Проснувшись, Дюран обнаруживает клиентку мёртвой и не понимает, сам ли он убил её. Он порывается позвонить своему школьному приятелю, комиссару полиции Шапиро, но ему постоянно что-то мешает и в итоге он начинает скрывать труп под кушеткой от остальных посетителей. На следующий день, однако, к Дюрану приходит Макс Кюблер и сообщает, что Ольга исчезла и при этом накануне исчезновения украла у него семь миллионов франков. Поскольку машина Ольги всё ещё стоит на улице возле дома Дюрана, Макс подозревает, что Ольга могла быть в сговоре с ним. Он назначает Дюрану встречу у себя дома на следующий вечер, чтобы тот принёс деньги. Однако Дюран про деньги ничего не знает. Он пытается подойти к машине Ольги, но ему всё время мешает Эрострат, человек без определённых занятий, который постоянно бродит под окнами. Тем не менее, ночью Дюрану удаётся, завернув труп Ольги в ковёр, перенести его в багажник своей машины. Отправившись вечером к Маку Кюблеру, Дюран подкрадывается к дверям, за которыми слышит разговор Макса с кем-то ещё, а затем выстрел. Дюран убегает, узнав на следующий день, что Кюблер убит.
В одну из следующих ночей Дюрану наконец удаётся увезти труп на кладбище Пер-Лашез и, при помощи оказавшегося там же некрофила, захоронить его в склепе знаменитого душителя. Роман с Элен разваливается, потому что во сне Дюран всё время произносит имя Ольги и пытается задушить свёрнутое в валик постельное бельё. На приёме у Злибовича Дюран узнаёт, что тот сам давно интересовался Ольгой, которая была его клиенткой, и именно Злибович направил Ольгу к Дюрану. Злибович требует у Дюрана деньги, потому что его финансовые дела плохи. Узнав, что у Дюрана нет денег, Злибович отпускает его с просьбой возобновить отношения с Элен и сделать её счастливой. Злибович застреливается, в посмертной записке признаваясь в убийстве Макса и Ольги, а также в том, что он захоронил Ольгу в склепе. Как соучастника арестовывают и некрофила, который видит в полицейском участке Дюрана, но не выдаёт его. Хранителем же денег оказывается Эрострат, которому их накануне смерти передала Ольга. Эрострат просит Дюрана проводить с ним сеансы психоанализа, за которые он будет платить этими деньгами.
Дюран покупает кольцо для Элен и назначает ей свидание на одном из мостов через Сену.

## В ролях
- Жан-Юг Англад — Мишель Дюран
- Элен де Фужроль — Ольга Кюблер
- Валентина Саука — Элен Майер
- Мики Манойлович — Эрострат
- Робер Ирш — Арман Злибович
- Ив Ранье — Макс Кюблер
- Дени Подалидес — комиссар Шапиро
- Катрин Муше — учительница математики